# Ælfwald (Sussex)

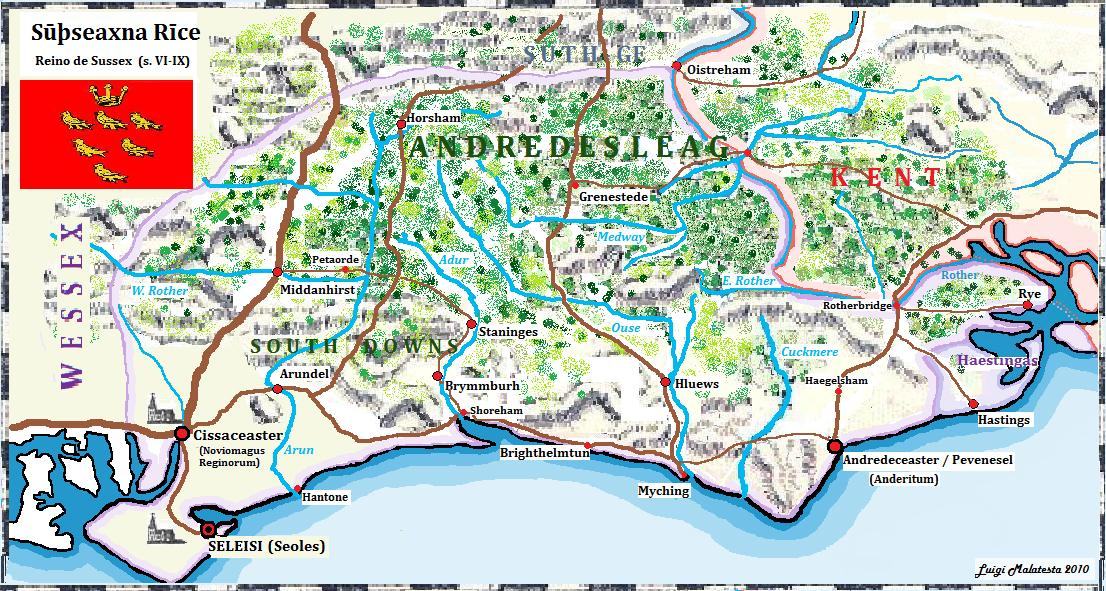
Sussex in angelsächsischer Zeit

Ælfwald (auch Ælbwald; fl. 765–780) war ein Herrscher des angelsächsischen Königreiches Sussex in der zweiten Hälfte des 8. Jahrhunderts.

## Leben
Die Chronologie ist wegen der schwachen Quellenlage des 8. Jahrhunderts für Sussex sehr unsicher. Drei Chartas bilden die einzige Informationsquelle zu seinen Lebensdaten. Seine Herkunft ist unbekannt. Sussex stand seit dem Ende des 7. Jh. deutlich im Schatten des Nachbarreiches Wessex.
Ælfwald herrschte vermutlich in den 760er Jahren als König gemeinsam mit Ealdwulf, Oslac und Osmund. Urkundlich ist Ælfwald als König erstmals um 765 nachweisbar. Auf dieses Jahr wurde eine Landschenkung Ealdwulfs an seinen comes Hunlaf zum Bau einer Klosterkirche datiert, die Ælfwald und Oslac als Zeugen unterschrieben. Die Abschrift dieser Urkunde wird zwar zumeist als verfälscht angesehen, scheint aber auf ein authentisches Original zurückzugehen.
Während seiner Regierungszeit wurde Wessex von Mercia unter König Offa (757–796) als englische Hegemonialmacht abgelöst. Offa erlangte um das Jahr 764 die Oberherrschaft über das Königreich Kent und setzte Ecgberht II. (um 764–779/784) im westlichen und Heahberht (764/765–?) im östlichen Kent als Vasallenkönige ein. Auch auf Sussex nahm der Druck immer weiter zu. Anfang der 770er Jahre wurde die politische Lage in Sussex offenbar instabil, was Offa für sich nutzte. Im Jahr 771 besiegte Offa aus Kent kommend die Hæstingas im Osten von Sussex und unterwarf dann das gesamte Königreich Sussex. Offa konnte im Jahr 772 über Ländereien in Sussex nach eigenem Ermessen verfügen. Die einstigen Könige (Oswald, Osmund, Ælfwald und Oslac) trugen in einer Charta, die sie als Zeugen unterschrieben, nur noch den Titel Dux bzw. Ealdorman. In dieser Charta trägt Oswald den Titel dux Suðsaxorum (Ealdorman der Süd-Sachsen). Einige Historiker leiten daraus eine gewisse Vorrangstellung gegenüber den anderen duces ab. Eine aus dem Jahr 780 stammenden Charta Oslacs wurde von Ælfwald und Ealdwulf als Zeugen mitunterschrieben. Mit dem Jahr 780 verschwand Ælfwalds Name aus den Urkunden. Sein Todesjahr ist unbekannt.